# Losno-Oleksandriwka
Losno-Oleksandriwka (ukrainisch Лозно-Олександрівка; russisch Лозно-Александровка Losno-Alexandrowka) ist eine Siedlung städtischen Typs im Osten der Ukraine mit etwa 1000 Einwohnern.

## Geschichte
Der Ort wurde 1705 gegründet und war von 1934 bis 1959 das Zentrum des gleichnamigen Rajons Losno-Oleksandriwka. Am 4. Juli 1964 wurde das Dorf zu einer Siedlung städtischen Typs ernannt.

## Geographie
Die Ortschaft liegt im Norden der Oblast Luhansk, etwa 34 Kilometer nördlich der ehemaligen Rajonshauptstadt Bilokurakyne und 148 Kilometer nordwestlich der Oblasthauptstadt Luhansk am Fluss Losna (Лозна) gelegen. Die Grenze zu Russland verläuft etwa 5 Kilometer nordöstlich, hinter der Grenze befindet sich in etwa 13 Kilometer Entfernung die russische Siedlung städtischen Typs Rowenki.

## Verwaltungsgliederung
Am 8. Februar 2018 wurde die Siedlung zum Zentrum der neugegründeten Siedlungsgemeinde Losno-Oleksandriwka (Лозно-Олександрівська селищна громада/Losno-Oleksandriwska selyschtschna hromada). Zu dieser zählten auch die 10 Dörfer Hladkowe, Kalynowa Balka, Kotschyne-Rospassijiwka, Mykolajiwka, Njantschyne, Nowopokrowka, Olexapil, Petriwka, Popasne und Solidarne sowie die Ansiedlung Myrne, bis dahin bildete sie zusammen mit den Dörfern Olexapil und Petriwka die gleichnamige Siedlungsratsgemeinde Losno-Oleksandriwka (Лозно-Олександрівська селищна рада/Losno-Oleksandriwska selyschtschna rada) im Norden des Rajons Bilokurakyne.
Am 12. Juni 2020 wurde kamen noch die 13 in der untenstehenden Tabelle aufgelistetenen Dörfer zum Gemeindegebiet.
Seit dem 17. Juli 2020 ist sie ein Teil des Rajons Swatowe.
Folgende Orte sind neben dem Hauptort Losno-Oleksandriwka Teil der Gemeinde:
| Name                     | Name               | Name                                         |
| ukrainisch transkribiert | ukrainisch         | russisch                                     |
| ------------------------ | ------------------ | -------------------------------------------- |
| Beresiwka                | Березівка          | Березовка (Beresowka)                        |
| Duwanka                  | Дуванка            | Дуванка                                      |
| Hladkowe                 | Гладкове           | Гладково (Gladkowo)                          |
| Holowkowe                | Головкове          | Головково (Golowkowo)                        |
| Kalynowa Balka           | Калинова Балка     | Калинова Балка (Kalinowa Balka)              |
| Kotschyne-Rospassijiwka  | Кочине-Розпасіївка | Кочино-Распасеевка (Kotschino-Raspassejewka) |
| Losne                    | Лозне              | Лозное (Losnoje)                             |
| Luhowe                   | Лугове             | Луговое (Lugowoje)                           |
| Maslakowe                | Маслакове          | Маслаково (Maslakowo)                        |
| Mykolajiwka              | Миколаївка         | Николаевка (Nikolajewka)                     |
| Myrne                    | Мирне              | Мирное (Mirnoje)                             |
| Njantschyne              | Нянчине            | Нянчино (Njantschino)                        |
| Nowopokrowka             | Новопокровка       | Новопокровка                                 |
| Olexapil                 | Олексапіль         | Алексаполь (Alexapol)                        |
| Petriwka                 | Петрівка           | Петровка (Petrowka)                          |
| Popasne                  | Попасне            | Попасное (Popasnoje)                         |
| Prywillja                | Привілля           | Приволье (Priwolje)                          |
| Schachowe                | Шахове             | Шахово (Schachowo)                           |
| Schariwka                | Шарівка            | Шаровка (Scharowka)                          |
| Solidarne                | Солідарне          | Солидарное (Solidarnoje)                     |
| Tschaplijiwka            | Чапліївка          | Чаплиевка (Tschaplijewka)                    |
| Trudrodytelske           | Трудродительське   | Трудродительское (Trudroditelskoje)          |
| Wilschany                | Вільшани           | Ольшаны (Olschany)                           |
| Wiwtscharowe             | Вівчарове          | Овчарово (Owtscharowo)                       |